# Пронина, Ирина Рудольфовна
Ирина Рудольфовна Пронина (Ломакина) (14 апреля 1953, Москва) — космонавт-исследователь второго женского отряда космонавтов НПО «Энергия».

## Биография

### Образование и ранние годы
Родилась 14 апреля 1953 года в Москве в студенческой семье Ломакина Рудольфа Петровича (позднее начальника сектора НПО «Энергия») и Пустоваловой (Ломакиной) Татьяны Михайловны (позднее инженера НИИ), студентов МВТУ имени Баумана. После окончания средней школы № 11 в Калининграде в 1970 году поступила в МВТУ на факультет энергомашиностроения. В 1976 окончила училище и получила диплом инженера-механика по специальности «Двигатели летательных аппаратов». С марта 1976 по декабрь 1980 года работала инженером в НИИ тепловых процессов (НИИ ТП).

### Космическая подготовка
В 1979 году прошёл второй набор женщин для участия в космических полетах. И. Пронина прошла медицинское обследование в Институте медико-биологических проблем и решением Главной медицинской комиссии была допущена к спецподготовке. С декабря 1979 по июнь 1980 года также проходила предварительную техническую подготовку в НПО «Энергия». 30 июля 1980 года решением Главной Межведомственной комиссии была рекомендована к зачислению в отряд космонавтов НПО «Энергия». 16 марта 1981 года была назначена космонавтом-испытателем 110-го отдела НПО «Энергия». Пройдя с марта по декабрь 1981 года общекосмическую подготовку в Центре подготовки космонавтов имени Ю. А. Гагарина, 12 февраля 1982 года ей была присвоена квалификация космонавта-исследователя. С 1 марта 1982 года — космонавт-испытатель 291-го отдела НПО «Энергия».
С декабря 1981 по август 1982 года проходила подготовку в качестве космонавта-исследователя дублирующего экипажа корабля «Союз Т-7» по программе экспедиции посещения «Долговременной орбитальной станции» (ДОС) «Салют-7» вместе с В. В. Васютиным и В. П. Савиных. Во время старта «Союз Т-7» 19 августа 1982 года была дублером космонавта-исследователя С. Е. Савицкой.
С сентября 1982 по март 1983 года готовилась к долговременной экспедиции на «Салют-7» вместе с В. Г. Титовым и Г. М. Стрекаловым в качестве космонавта-исследователя основного экипажа корабля «Союз Т-8». Однако за месяц до старта она была выведена из экипажа и её заменил готовившийся дублёром А. А. Серебров.
С 1984 член КПСС. 23 июля 1992 года была отчислена из отряда космонавтов по выслуге лет.
После отчисления из отряда космонавтов, с 23 июля 1992 года работала инженером 2-й категории 292-го отдела НПО «Энергия». Внесла вклад в создание орбитальной станции «Мир».
Является соавтором изобретения «Использование материалов с эффектом памяти формы» (по разработке бортовых инструментов для ремонтных работ, 1987 г.).
Имеет дочь Татьяну (1977 г.р.) и сына Алексея (1986 г.р.), первый муж – Николай Пронин, второй муж – Доценко Вячеслав Евгеньевич (1956 г.р.), работал маляром.